# گوسیپدین
گوسیپدین (به انگلیسی: Gossypetin) با فرمول شیمیایی C۱۵H۱۰O۸ یک ترکیب شیمیایی با شناسه پاب‌کم ۵۲۸۰۶۴۷ است. که جرم مولی آن ۳۱۸٫۲۳ g/mol می‌باشد. 